# 坦氏小鱸
坦氏小鱸（Snail darter）為輻鰭魚綱鱸形目鱸亞目河鱸科的其中一種，被IUCN列為次級保育類動物，分布於美國田納西河上游流域，體長可達7.6公分，棲息在砂石底質的溪流、屬肉食性，以水生昆蟲為食。